# Droga krajowa N205 (Francja)
Droga krajowa nr 205 (fr. Route nationale 205 - RN 205) – droga we Francji, łącząca Le Fayet i autostradę A40 z Chamonix-Mont-Blanc oraz granicą francusko-włoską. Ze swoją długością 27 km (z czego ok. 6 km stanowi fragment tunelu) biegnie w całości na obszarze Górnej Sabaudii, jednocześnie będąc fragmentem trasy europejskiej E25. Niemalże na całej długości jest dwujezdniowa, posiada oznakowanie drogi ekspresowej, a jedna z jezdni biegnie licznymi estakadami.